# Quinto (Zaragoza)
Quinto es un municipio y localidad española de la provincia de Zaragoza, en la comunidad autónoma de Aragón. Es capital de la comarca de la Ribera Baja del Ebro. El término municipal, con una superficie de 118,40 km², tiene una población de 1884 habitantes (INE 2024).

## Geografía

### Situación
Integrado en la comarca de Ribera Baja del Ebro, se sitúa a 43 km de Zaragoza. El término municipal está atravesado por la carretera nacional N-232, entre los pK 187 y 203, por las carreteras autonómicas A-221, que se dirige a Sástago, y A-1105, que conecta con Gelsa, y por una carretera local que permite la comunicación con Belchite.  
El municipio de Quinto está situado en la depresión del Ebro, siendo el mismo río Ebro el que hace de límite municipal oriental. La altitud oscila entre los 304 m al oeste (La Atalaya) y los 155 m a orillas del Ebro. El pueblo se alza a 175 m sobre el nivel del mar. 
| Noroeste: Fuentes de Ebro | Norte: Pina de Ebro  | Noreste: Pina de Ebro y Gelsa                 |
| Oeste: Fuentes de Ebro    |                      | Este: Gelsa                                   |
| Suroeste: Belchite        | Sur: Azaila (Teruel) | Sureste: Velilla de Ebro y Belchite (exclave) |

### Clima
De acuerdo con la clasificación climática de Köppen, Quinto tiene un clima semiárido frío (tipo BSk). Los inviernos son ligeramente fríos, con eventuales heladas nocturnas, y las máximas se sitúan alrededor de los 10 °C de media. Durante diciembre y enero son comunes las nieblas y las inversiones térmicas. Los veranos son cálidos, con máximas generalmente superiores a los 30 °C, que pasan habitualmente los 35 °C, y superan los 40 °C en algunos eventos cálidos; las mínimas suelen ser inferiores a los 20 °C, pero no son raras las noches tropicales en las que no descienden de esta marca. Los vientos predominantes son el cierzo (frío y seco del noroeste), y el bochorno (cálido y húmedo, del este), pudiendo ser el primero fuerte en cualquier época del año, especialmente de octubre a abril. Las pocas precipitaciones superan escasamente los 300 mm anuales, concentrándose en primavera y otoño, siendo secos el invierno y el verano. La nieve es poco habitual.

## Prehistoria
En el paraje de Las Dehesas de Quinto, sobre los acantilados que dominan el río Ebro a su paso por el puente de Gelsa, se localiza un asentamiento de la Primera Edad del Hierro. Su cronología abarca desde el año 750 al 500 a. C. aproximadamente, momento en que fue totalmente arrasado por el fuego. El yacimiento se encuentra prácticamente destruido por unas obras efectuadas.
La aparición de una estructura urbana, con casas de planta rectangular alargada, corresponde a los esquemas clásicos para este tipo de poblados en el valle medio del Ebro.
Las semillas de cereal, los restos de molinos de mano y las conchas de almeja de río, implican que la economía del poblado estaba basada en la agricultura y en la ganadería, aunque acompañada de la recolección de ciertos productos de la naturaleza.

## Historia
El topónimo Quinto proviene de la palabra latina quintus, que significa «el quinto». Se refiere al quinto miliario de la vía romana que iba desde Celsa (Velilla de Ebro) a Caesaraugusta (Zaragoza). Parece que en torno al quinto miliario de esta vía, la administración romana estableció algún tipo de servicio militar, que dio origen al núcleo de población.

### Edad Media
Del pasado árabe de Quinto, en el siglo XIX Pascual Madoz relata que el cerro en el que se asienta la antigua parroquial de Quinto «sirvió en tiempo de los árabes de formidable fuerte, conservándose todavía por el N y S de dicho cabezo los cimientos de sus antiguos torreones».
Aunque no es hasta 1118 cuando Quinto aparece documentado por vez primera, en el año de su reconquista por Alfonso I el Batallador. Otro documento, este de 1149, recoge la fecha en que la acequia se pone en servicio, con la consiguiente repoblación de cristianos.
El primer señor de Quinto del que hay noticia es Atorella Ortiz, compañero de armas del rey Pedro II. A mediados del siglo XIV, la baronía de Quinto —que además del propia localidad incluía a Gelsa, Velilla de Ebro, Matamala y Alforque—, pasó a ser de familia de los Luna a través de matrimonios y herencias. Años más tarde, durante el reinado de Martín I, este concedió el condado de Luna a su nieto don Fadrique, del que se hizo cargo en torno a 1412; esto fue así hasta 1430, cuando fue desposeído del condado por el rey Alfonso V, ante el que se había rebelado. En dicha época comenzó a construirse la antigua iglesia parroquial de la Asunción. Desde entonces y hasta el siglo XVII, Quinto fue propiedad de la familia Funes.

### Edad Moderna
Durante la Guerra de Sucesión, el señorío de Quinto se inclinó a favor de los Borbones, por lo cual Felipe V, a la postre vencedor, concedió a Quinto el título de «Lealísima Villa». Un azulejo existente hace décadas en la fachada de la antigua iglesia parroquial decía así: «El día quinto del mes quinto del año quinto entró en Quinto Felipe V». De acuerdo a esto, el monarca visitó la localidad el 5 de mayo de 1705, el quinto tras su proclamación como rey.

### Edad Contemporánea

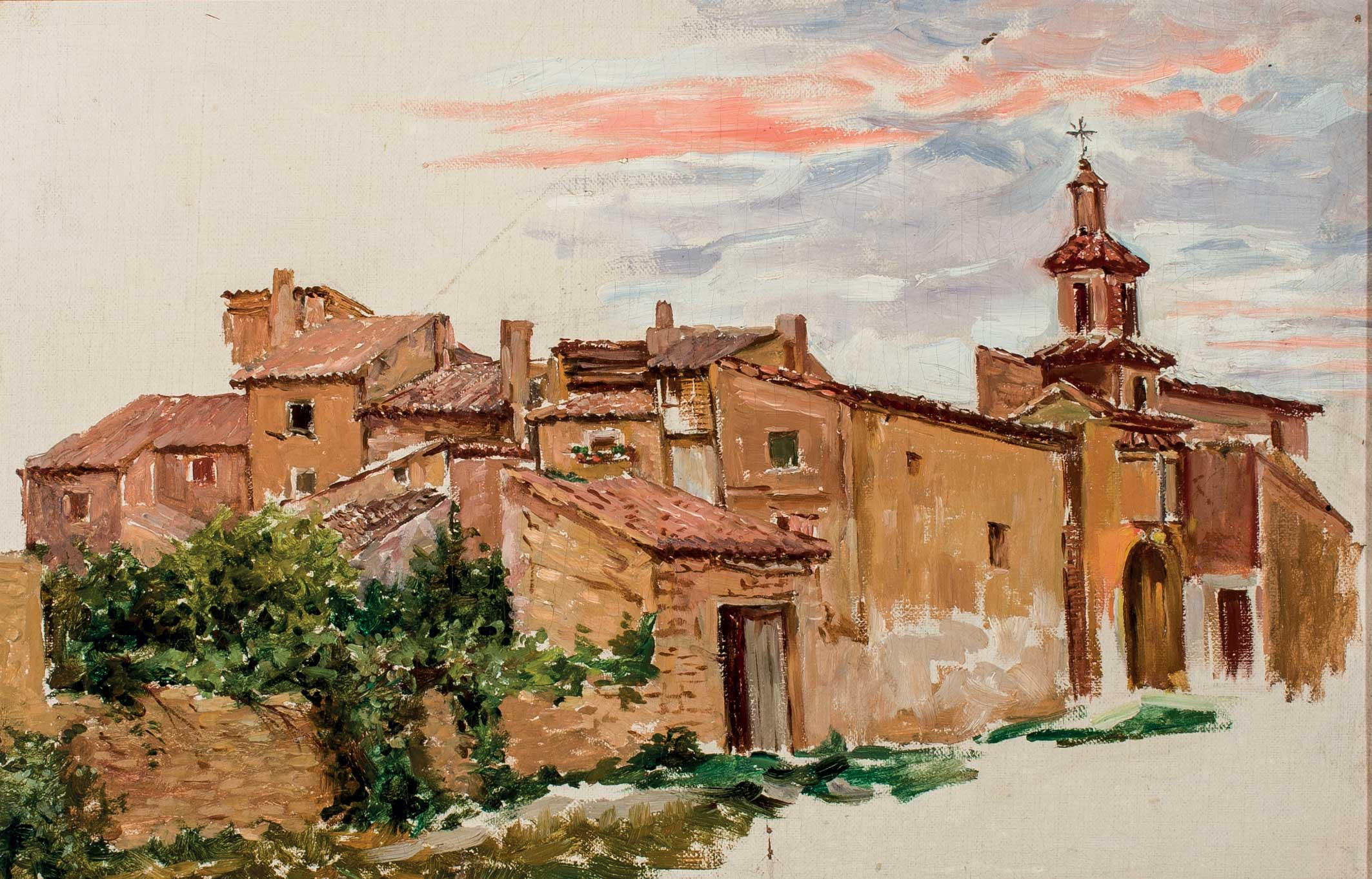
Quinto en una pintura de Marcelina Poncela de comienzos del

Durante la primera guerra carlista, un ejército al mando del carlista Manuel Añón, tomó Quinto en diciembre de 1835, siendo saqueadas algunas casas de los más comprometidos con la causa de la reina.
Al año siguiente, se formaron tres compañías de la Guardia Nacional para la defensa de la villa.
Pascual Madoz, en su Diccionario geográfico-estadístico-histórico de España de 1845, refiere que Quinto: 

Tiene 419 casas de poco gusto y comodidades, las cuales se distribuyen en 11 calles estrechas y mal empedradas, y una plaza destinada á la venta pública de comestibles; ... la iglesia parroquial de la Asunción... la cual se fundó en 1429 en la cumbre de uno de los cerros que dominan al pueblo, que sirvió en tiempos de los árabes de formidable fuerte.

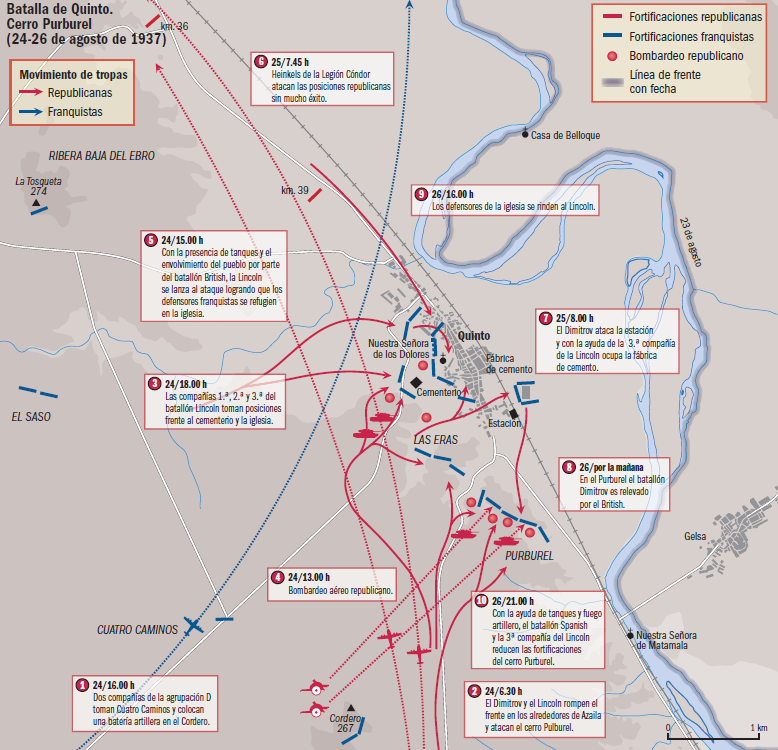
Toma de Quinto por la XV Brigada Internacional en agosto de 1937

Asimismo, señala que en su término existían varias canteras de piedra caliza, un molino harinero, cuatro de aceite, un tejar y dos hornos de pan cocer. En cuanto al comercio, había dos tiendas de ropas, cinco de abacería y dos confiterías. Madoz hace especial mención de los «Baños de Quinto», los cuales «consisten en 2 fuentes de aguas salinas, cuya celebridad nunca desmentida ha llegado en tiempos á ser hasta supersticiosa».
En el siglo XX, la Guerra Civil tuvo un impacto enorme en la localidad. Al quedar el frente establecido en Quinto, durante cerca de catorce meses se libraron numerosos e intensos combates en sus inmediaciones. El 26 de agosto de 1937 Quinto fue tomado por el ejército republicano, que estableció en la localidad su Cuartel General durante cerca de siete meses, hasta marzo de 1938, cuando fue tomada de nuevo por el ejército de Franco. Ello supuso la práctica devastación de la villa por los bombardeos artilleros y aéreos, sobre todo durante las dos ofensivas. Finalizada la guerra, gracias a las actuaciones llevadas a cabo por el organismo estatal de Regiones Devastadas y al tesón de los quintanos, la villa fue recuperando la normalidad.

## Demografía
Quinto cuenta con una población de 1884 habitantes (INE 2024).
| Gráfica de evolución demográfica de Quinto entre 1842 y 2021 |
| |
| Población de derecho según los censos de población del INE Población de hecho según los censos de población del INEEn este censo se denominaba Quinto y despoblado de Matamala: 1842 |

En el fogaje de 1495 —censo ordenado por Fernando el Católico—, Quinto figura con 77 «fuegos» u hogares, lo que equivale a unos 350 habitantes.
El censo de España de 1857, que inauguraba la serie estadística, registra una población de 2549 habitantes para la localidad, siendo en ese momento el tercer núcleo más poblado del partido judicial de Pina, al cual pertenecía.La demografía del municipio se ha mantenido más o menos estable desde mediados del siglo XIX: 2478  habitantes en 1900, 2477 en 1950 y 2110 en 2000. En 2020, la población del municipio ascendía a 1949 habitantes.

## Símbolos
El escudo de Quinto es en forma de casulla. En campo de plata, cinco roeles de gules en sotuer; bordura de azur. Al timbre, Corona Real cerrada.
La bandera tiene una proporción 2:3, blanco en su tercio al asta y azul en los dos restantes. Al asta cinco roeles rojos en sotuer y fimbria roja ondulada perfilada en blanco.

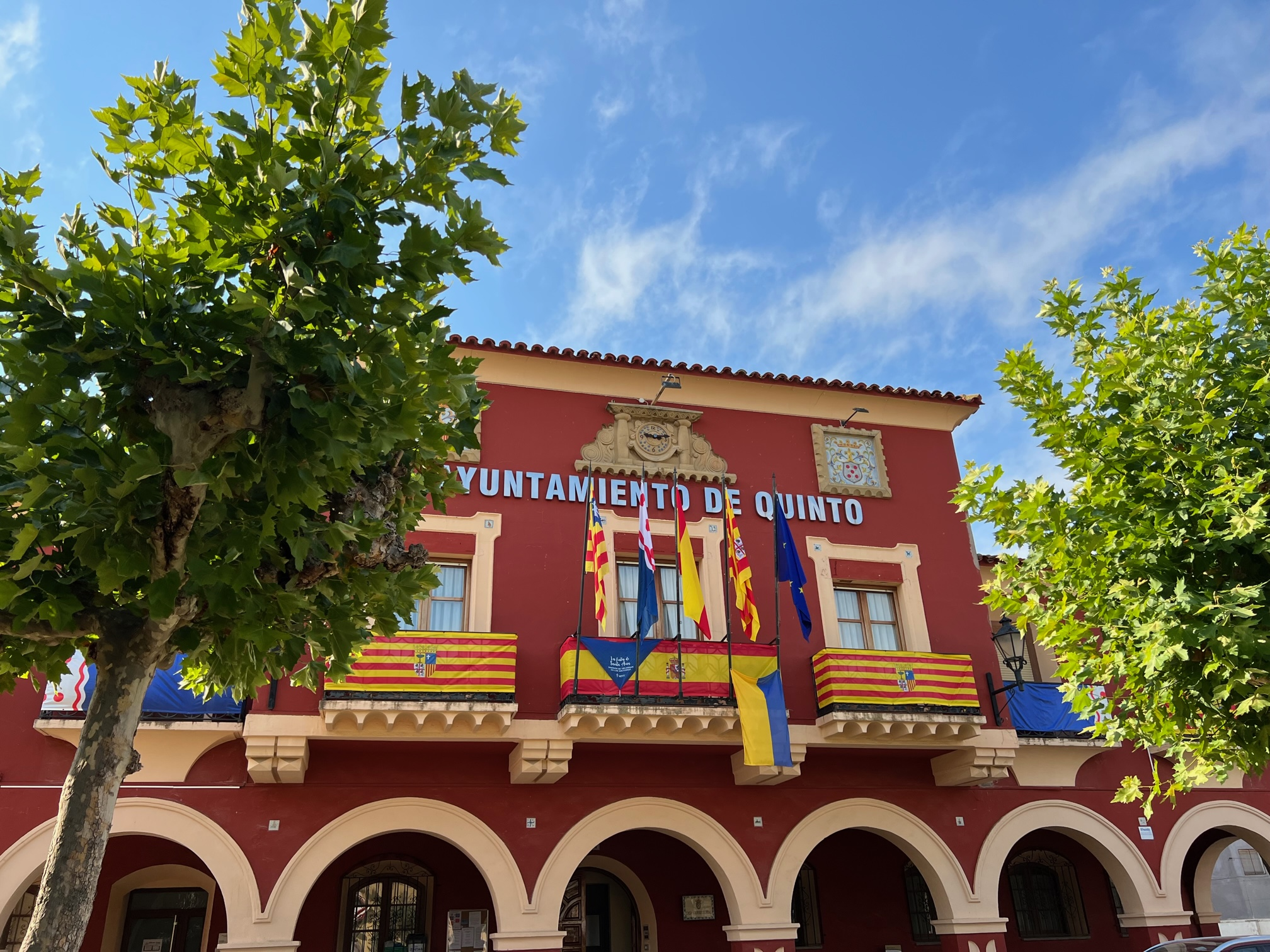
Casa consistorial de Quinto, del

## Administración y política
| Período   | Alcalde                     | Partido |  |
| --------- | --------------------------- | ------- |  |
| 1979-1983 | Emilio Prades Salinas       | UCD     |  |
| 1983-1987 | Javier Dobato Budría        | PAR     |  |
| 1987-1989 | Emilio Prades Salinas       | PAR     |  |
| 1989-1991 | Manuel García-Moreno García | PP      |  |
| 1991-1995 | Manuel García-Moreno García | PP      |  |
| 1995-1999 | Manuel Pérez Abenia         | PAR     |  |
| 1999-2003 | Javier Abenia Jaso          | PAR     |  |
| 2003-2007 | Javier Abenia Jaso          | PAR     |  |
| 2007-2011 | Javier Abenia Jaso          | PAR     |  |
| 2011-2015 | Digna Bes Laga              | PP      |  |
| 2015-2019 | Jesús Morales Lleixá        | PSOE    |  |
| 2019-2023 | Jesús Morales Lleixá        | PSOE    |  |
| 2023-2027 | Jesús Morales Lleixá        | PSOE    |  |

| Partido político    | Partido político                                   | 1991   | 1995   | 1999   | 2003   | 2007   | 2011   | 2015   | 2019   | 2023   |
| Partido político    | Partido político                                   | Ediles | Ediles | Ediles | Ediles | Ediles | Ediles | Ediles | Ediles | Ediles |
|                     | Partido de los Socialistas de Aragón (PSOE-Aragón) | 2      | 3      | 3      | 3      | 3      | 5      | 6      | 7      | 8      |
|                     | Partido Popular de Aragón (PP)                     | 5      | 5      | 4      | 3      | 3      | 3      | 3      | 1      | 1      |
|                     | Partido Aragonés (PAR)                             | 4      | 3      | 4      | 4      | 4      | 3      | 1      | —      | —      |
|                     | Chunta Aragonesista (CHA)                          | —      | —      | —      | 1      | 1      | 0      | 1      | 1      | 0      |
|                     | Vox                                                | —      | —      | —      | —      | —      | —      | —      | —      | 0      |
| Total de concejales | Total de concejales                                | 11     | 11     | 11     | 11     | 11     | 11     | 11     | 9      | 9      |

## Patrimonio

### Iglesia de la Asunción de Nuestra Señora

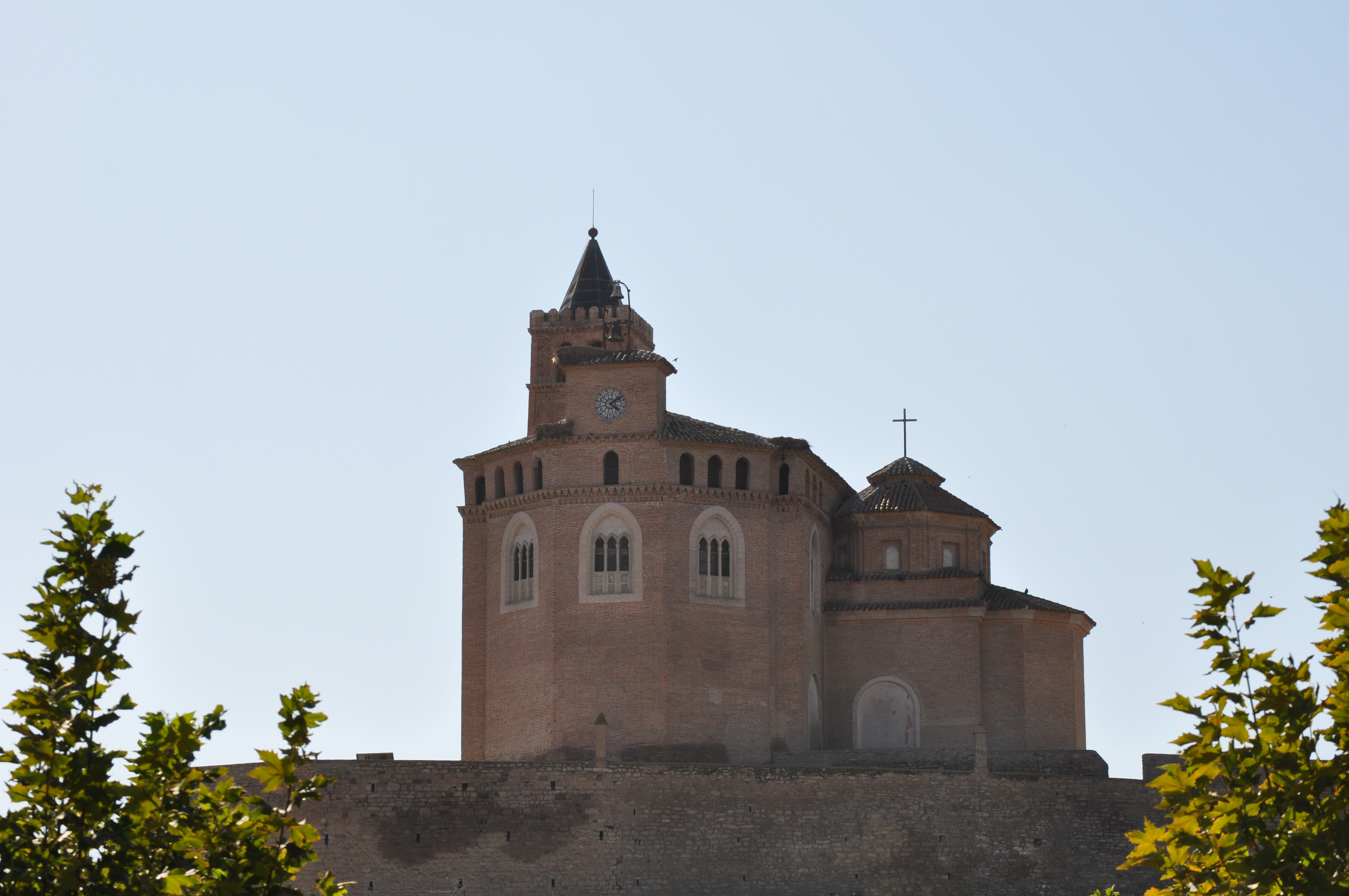
Antigua iglesia de la Asunción,. Catalogada como Bien de Interés Cultural. Hoy, Museo de las Momias de Quinto

Dentro del patrimonio de la villa, sobresale la iglesia vieja de la Asunción —antigua iglesia parroquial—, templo de fábrica mudéjar emplazado en el cerro de la Corona que domina toda la población. Se empezó a construir probablemente a partir de 1416 para quedar concluida diez años más tarde. Al parecer, se yergue sobre los restos de un castillo árabe.El edificio, tal como se observa en la actualidad, es producto de varias fases constructivas. La fábrica mudéjar de la iglesia tiene una estrecha relación formal y estructural con la desaparecida iglesia de San Pedro Mártir de Calatayud, lo que ha llevado a pensar que su probable autor fue el maestro Mahoma Ramí, considerado el arquitecto de Benedicto XIII, el Papa Luna. Quedó seriamente dañada a consecuencia de la Guerra Civil, en especial la torre, por lo que hubo necesidad de levantar una nueva iglesia cerca de la carretera. Tras la Guerra, Regiones Devastadas consolidó sus ruinas para su mejor conservación como Monumento Histórico.

### Otros edificios religiosos

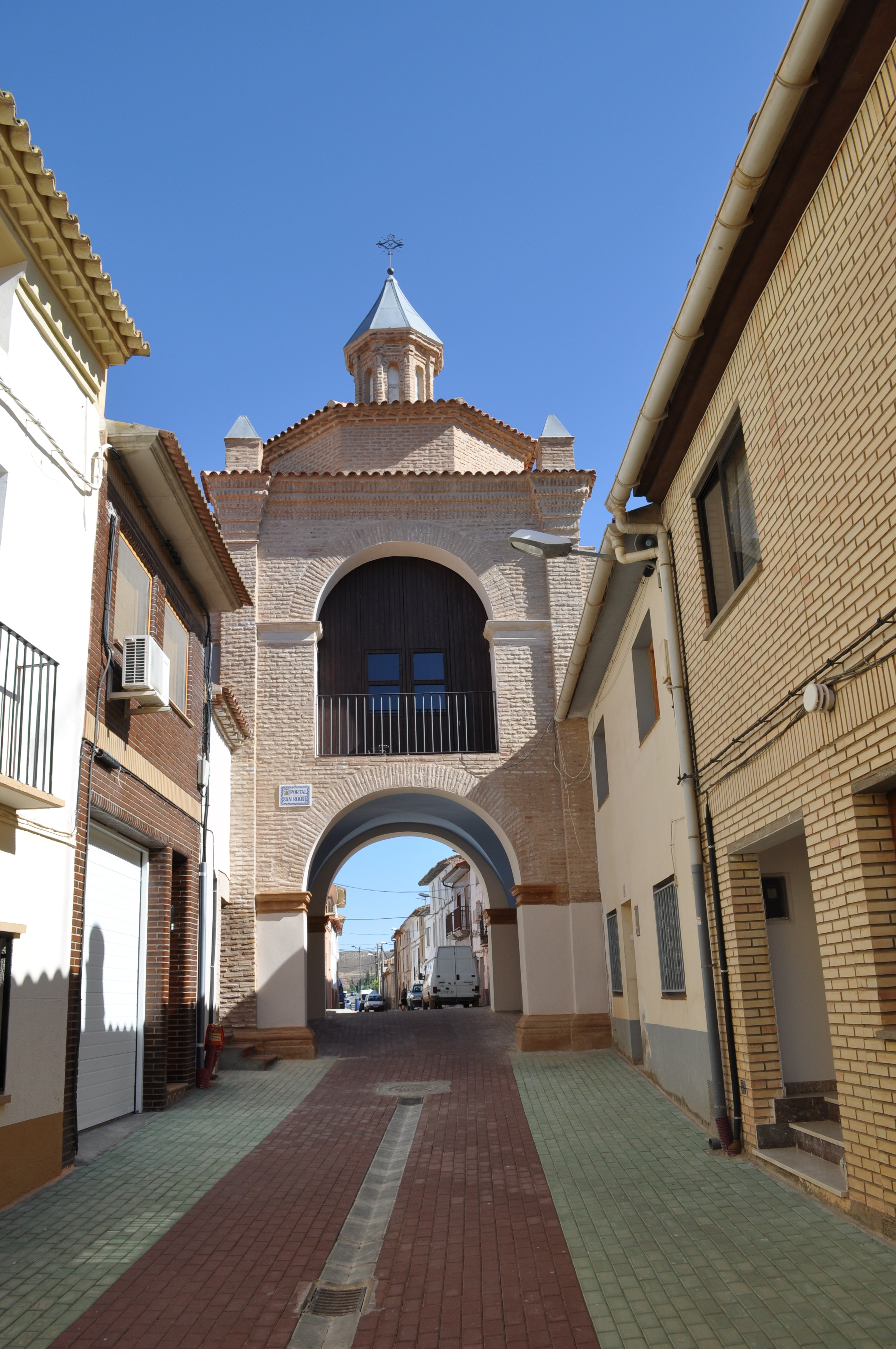
Portal de San Roque

Entre las ermitas de Quinto, cabe destacar la de Bonastre y la de Matamala. La de Bonastre está ubicada en un promontorio junto a la carretera de Castellón a unos 7 km de la localidad. El actual edificio es de estilo barroco, probablemente del siglo XVIII, si bien fue reconstruida tras la guerra civil. La antigua ermita de Matamala se encuentra a casi 4 km del pueblo, emplazada entre la vía del ferrocarril y la carretera de Quinto a Sástago, junto al río Ebro. De acuerdo con Pascual Madoz, el templo fue antes mezquita. La ermita es un modesto ejemplo de tipología popular de un gótico primitivo atribuible al siglo XIII y se piensa que debió ser la puerta de acceso a la parroquia del pueblo que fue Matamala. Desaparecido este, consta como ermita al menos desde 1489. Esta ermita sufrió varios recortes, lo que unido al peligro derivado del incremento del tráfico tanto en la carretera como en el ferrocarril, llevó a erigir en 2001 una nueva ermita de diseño funcional en un distinto paraje.
Otro edificio notable es la antigua casa parroquial. Destaca del resto de las viviendas, que son construcciones más modestas y de tipología popular. Fue mandada construir por el arzobispo de Zaragoza al rector o párroco de Quinto en el año 1581.

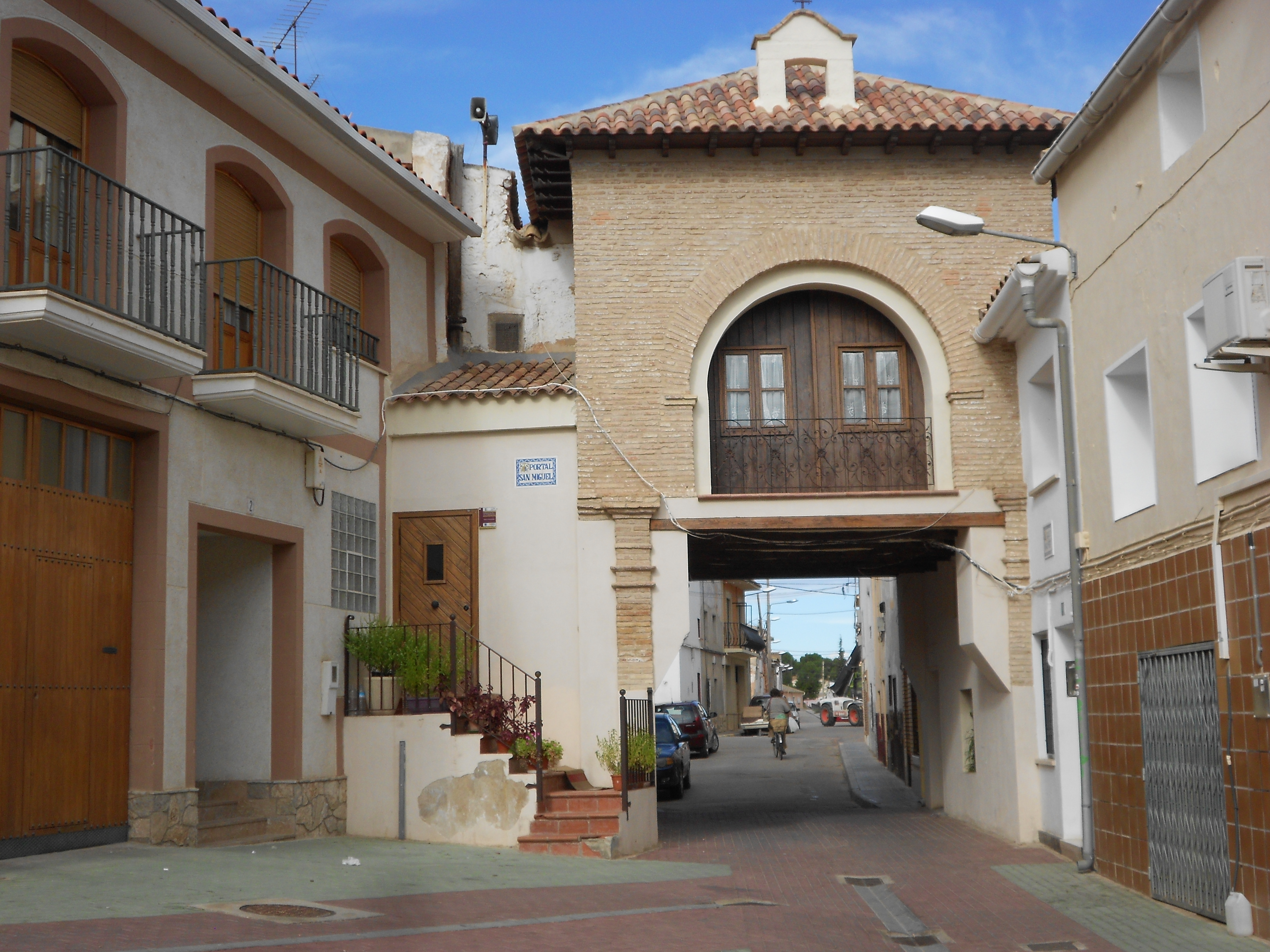
Portal de San Miguel

### Arquitectura civil
De gran interés son los portales de Quinto. Responden a una tipología de indudable origen medieval y tuvieron un origen defensivo-militar. Su misión era defender las entradas del pueblo, cuyas casas se encontraba en el interior de un perímetro protegido por el muro que formaban las tapias altas y fuertes de los corrales que daban al camino exterior que rodeaba el recinto murado. El actual aspecto de los portales data de finales del siglo XVII o de la primera mitad del siglo XVIII.
Viniendo de Zaragoza se accedía a Quinto por el Portal de San Miguel, el acceso principal a la huerta se efectuaba a través del Portal de San Antón, y la salida del pueblo en dirección hacia Alcañiz se realizaba por el Portal de San Roque.
A menos de 4 km de Quinto, en las inmediaciones de la ermita de Matamala, se puede observar un promontorio con los últimos vestigios del castillo de Matamala, de época musulmana. Se puede adivinar que tuvo planta rectangular —de unos 25 x 20 m— y se distinguen las ruinas de una torre de planta cuadrada situada en el lado este.
Cerca de la ermita de Nuestra Señora de Bonastre, se eleva la llamada Torre de Bonastre. Es una torre cuadrada de vigilancia construida en el siglo XIX en el marco de las guerras carlistas.

### Museos
La localidad acoge el primer museo de momias de España. El museo expone un conjunto de cuerpos momificados de forma natural y que datan del siglo XVIII y principios del XIX. La colección consta de quince momias de diferentes edades que han permanecido en un excelente estado de conservación por las condiciones de sequedad y temperatura estable dentro de la antigua iglesia de la Asunción.

## Fiestas
- Siguiendo la antiquísima tradición, los vecinos de Quinto acuden en romería a las ermitas. El Lunes de Pascua se celebra la fiesta de la virgen de Bonastre, y el Martes de Pascua la de la Virgen de Matamala. Tras la celebración de la Eucaristía, los vecinos pasan a venerar las imágenes de la virgen, en ambos días. Acto seguido tiene lugar la comida campestre en las inmediaciones de los respectivos santuarios.
- Las fiestas patronales en Quinto se celebran en honor a Santa Ana, y tienen lugar el 26 de julio. En 1460 el pueblo eligió como patrona a Santa Ana, para que mediante su intercesión la localidad se viera libre de una plaga de langosta que duraba ya siete años. Por ello se obligó a guardar el día de su fiesta, con la exclusión de todo trabajo y la asistencia a una «procesión general».[23]